# (73126) 2002 GB65
(73126) 2002 GB65 – planetoida z pasa głównego asteroid okrążająca Słońce w ciągu 3,77 lat w średniej odległości 2,42 j.a. Odkryta 8 kwietnia 2002 roku.